# Capsulia tianmushana
Capsulia tianmushana (Chen & Song, 1987) è un ragno appartenente alla famiglia Linyphiidae.
È l'unica specie nota del genere Capsulia.

## Distribuzione
La specie è stata rinvenuta in Cina.

## Tassonomia
Per la determinazione delle caratteristiche della specie tipo sono tenute in considerazione le analisi sugli esemplari di Centromerus tianmushanus (Chen & Song, 1987).
Dal 2006 non sono stati esaminati altri esemplari, né sono state descritte sottospecie al 2012.